# Pterolophia postalbofasciata
Pterolophia postalbofasciata là một loài bọ cánh cứng trong họ Cerambycidae.